# Magnézium-klorid
A magnézium-klorid a magnézium klórral alkotott sója, melynek képlete MgCl2 anhidrát (vizet nem tartalmazó) formában, hidrátként pedig MgCl2(H2O)x. Általában tengervízből állítják elő. A magnézium-kloridot legnagyobb mennyiségben tiszta magnézium előállítására használják fel.

## Szerkezete és előállítása
A MgCl2 kristályos formában fordul elő. A magnézium-klorid hidrátformái különböző hőmérsékleti értékek mellett fordulnak elő MgCl2(H2O)x, a hőmérséklet növelésével egyre kevesebb víz található benne: x = 12 (-16,4 °C),  8 (-3,4 °C), 6 (116,7 °C), 4 (181 °C), 2 (körülbelül 300 °C).
A számos hidrátból következően a magnézium-klorid gyenge sav.
A magnézium-klorid a magnézium-hidroxidból hidrogén-klorid (sósav) segítségével állítható elő.
Mg(OH)2(szilárd) + 2 HCl  →  MgCl2(vízben oldva) + 2 H2O(folyékony)
A magnézium-karbonátból is hasonló reakció segítségével állítható elő.
A legtöbb származékában a MgCl2 oktaéderes komplexet alkot, tetraéderes változata kevéssé elterjedt. Utóbbira példa a [NEt4]2[MgCl4].

## Felhasználása
A magnézium-klorid számos magnéziumtartalmú vegyület előállításának alapja.
MgCl2(vizes oldatban)  +  Ca(OH)2(vizes oldatban)  →  Mg(OH)2(szilárd)  +  CaCl2(vizes oldatban)
Elektrolízis útján tiszta magnézium állítható elő belőle.
MgCl2 → Mg + Cl2
A magnézium-kloridot a magnézium előállításán kívül még számos más célra is felhasználják, például a textiliparban, a papírgyártás során, tűzálló anyagok készítésére, cementgyártás során, hűtőszekrények gyártásánál, por és erózió ellen. A magnézium-kloridot a PCR (polimeráz-láncreakció) során is alkalmazzák, mert meggyorsítja a DNS fragmentumok keletkezését.

### Élelmiszeripari felhasználás
Magnézium-kloridot az élelmiszeriparban elsősorban savanyúságot szabályozó anyagként alkalmaznak E511 néven. Elsősorban szójaszószban és tisztított zöldségekben fordul elő. Napi maximum beviteli mennyisége nincsen meghatározva, de nagy mennyiségben hashajtó hatású.

### Jégtelenítő tulajdonsága
Az USA-ban elterjedt szokás az útburkolatok téli időszakban történő jegesedésének megakadályozására magnézium-klorid alkalmazása. A nátrium-kloridhoz képest sokkal környezetbarátabb, a növényeket alig károsítja, korrodáló hatása töredéke a nátrium-kloridénak. Oldatként, vagy kristályok formájában az úttestre szórva alkalmazzák.
Bár a magnézium-klorid jelentősen javítja az útburkolat közlekedési tulajdonságait, van kellemetlen hatása is. Elektromos szigetelők esetén a magnézium-klorid megnöveli az átütés, vagy a rövidzárlat esélyét, valamint az alumíniumból és/vagy acélból készült elektromos pólusokat korrodálja.

### Pormegkötő tulajdonsága
A magnézium-klorid megköti a levegő nedvességtartalmát, és a talajon vékony folyadékréteget hoz létre, melynek következtében a levegőben található szálló por mennyisége nagy mértékben csökken.

### Alkalmazása hidrogén tárolására
A magnézium-kloridot hidrogén tárolására is használják, ugyanis a hidrogénatomokban gazdag ammóniával szilárd halmazállapotban Mg(NH3)6Cl2-t alkot. Az ammónia melegítés hatására távozik, és belőle nagy mennyiségű hidrogéngáz szabadítható fel.